# صعود ورزشی در بازی‌های آسیایی ۲۰۱۸
صعود ورزشی یکی از ورزش‌های بازی‌های آسیایی ۲۰۱۸ است که از ۲۳ تا ۲۷ اوت ۲۰۱۸ برگزار شده است.
این مسابقات در دو بخش مردان و زنان در جاکابارینگ اسپورت سیتی، جاکارتا، اندونزی انجام شده است.

## مدال‌ها

### مردان
| رویداد      | طلا                                                                                  | نقره                                                                       | برنز                                        |
| سرعت        | رضا علی‌پور · ایران                                                                   | Zhong Qixin · چین                                                          | Aspar · اندونزی                             |
| ترکیبی      | Jongwon Chon · کره جنوبی                                                             | Kokoro Fujii · ژاپن                                                        | Tomoa Narasaki · ژاپن                       |
| امدادی سرعت | اندونزی · Abu Dzar Yulianto · Muhammad Hinayah · Rindi Sufriyanto · Veddriq Leonardo | اندونزی · Aspar · Muhammad Fajri Alfian · P. Septo Wibowo Siburian · Sabri | چین · Li Jinxin · Liang Rongqi · Ou Zhiyong |

### زنان
| رویداد      | طلا                                                                            | نقره                                   | برنز                                                     |
| سرعت        | Aries Susanti Rahayu · اندونزی                                                 | Puji Lestari · اندونزی                 | He Cuilian · چین                                         |
| ترکیبی      | Akiyo Noguchi · ژاپن                                                           | Sa Sol · کره جنوبی                     | Kim Ja-in · کره جنوبی                                    |
| امدادی سرعت | اندونزی · Aries Susanti Rahayu · Fitriyani · Puji Lestari · Rajiah Salsabillah | چین · Deng Lijuan · Niu Di · Pan Xuhua | چین · He Cuilian · Ni Mingwei · Qiu Haimei · Song Yiling |

## جدول مدال‌ها
کشور میزبان
| رتبه  | کشور      | طلا | نقره | برنز | مجموع |
| ۱     | اندونزی   | ۳   | ۲    | ۱    | ۶     |
| ۲     | ژاپن      | ۱   | ۱    | ۱    | ۳     |
| ۲     | کره جنوبی | ۱   | ۱    | ۱    | ۳     |
| ۴     | ایران     | ۱   | ۰    | ۰    | ۱     |
| ۵     | چین       | ۰   | ۲    | ۳    | ۵     |
| مجموع | مجموع     | ۶   | ۶    | ۶    | ۱۸    |